# R Cancri
R Cancri es una estrella Variable Mira en la constelación de Cáncer  , de tipo espectral M7IIIe a 2064 años luz del Sol distancia una magnitud aparente de 7.04, una luminosidad de 5700 veces la del Sol , una masa de 1,67 soles, una temperatura de 2604-2904K con 371 radios solares.